# Mariä Verkündigung (Welden)

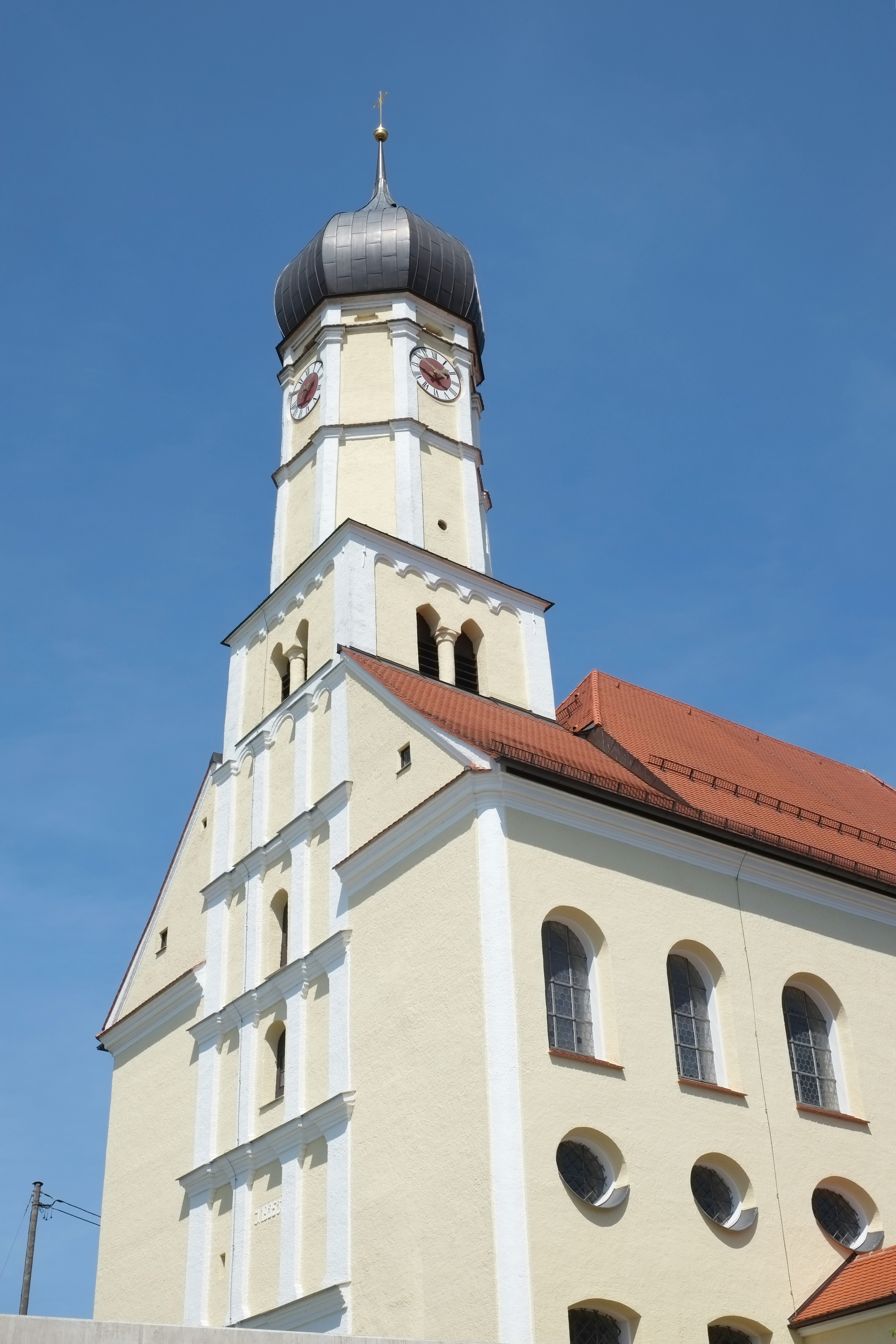
Mariä Verkündigung in Welden

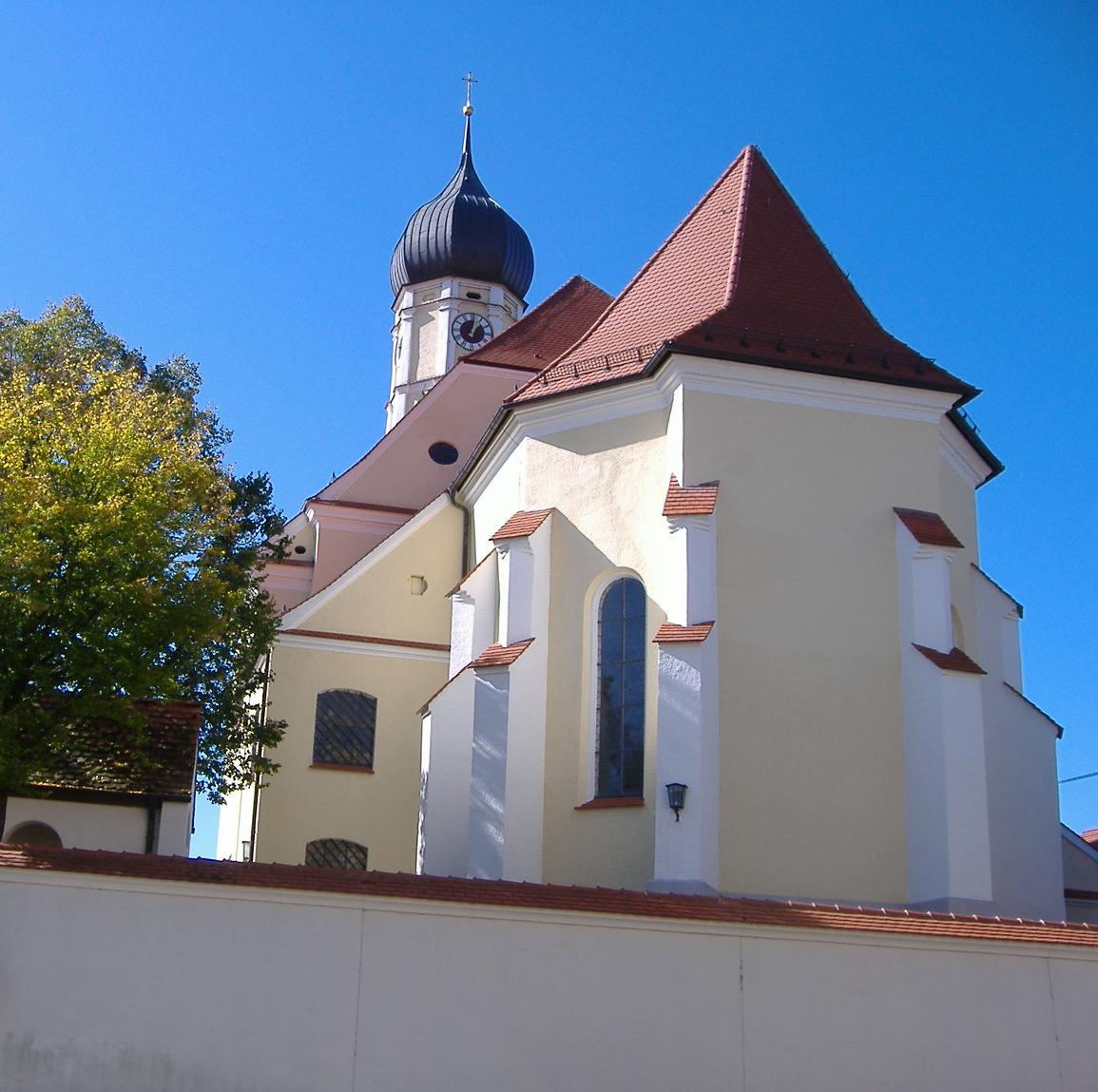
Chor

Die römisch-katholische Pfarrkirche Mariä Verkündigung befindet sich in der Marktgemeinde Welden in Bayern. Sie beherbergt eine der ältesten Glocken des Landkreises Augsburg und zählt zusammen mit der Votivkirche St. Thekla zu den wertvollsten Kunstschätzen des Holzwinkels. Als Baudenkmal ist sie geschützt.

## Geschichte

### Vorgängerbau
Die Kirche geht auf eine Gründung des Ortsadels der Herren von Welden zurück. Zwischen 1126 und 1179 ist eine Schenkung für die Pfarrkirche von Welden belegt. Das Gotteshaus wurde im 11. oder 12. Jahrhundert durch eine feste Kirche im romanischen Stil ersetzt von dem noch die Fundamente im Chor und Turm erhalten sind. 1206 fand vor dem Hochaltar Ulrich von Welden seine letzte Ruhestätte. Zur Pfarrei gehörten seit dem frühen 14. Jahrhundert der Weiler Ehgatten und das neu entstandene Dorf Reutern. Letzteres wurde 1865 zur eigenen Pfarrei erhoben. Seit 1405 besitzt die Kirche eine Frühmessstiftung.
Eine gotische Kirche in Kreuzform wurde wohl um 1425 erbaut. Der noch erhaltene spätgotische Chor ist in der Zeit um 1495 entstanden. 1550 wurden für die Kirche vier Altäre durch den Augsburger Weihbischof geweiht. 1555 erhielt der Kirchturm anstelle des gotischen Spitzhelmes als wohl erster im heutigen Landkreis Augsburg eine Zwiebelkuppel. Im Dreißigjährigen Krieg wurde die Kirche von den Schweden verwüstet und der Pfarrer als Geisel genommen. 1611 gab Graf Albrecht von Fugger den Bau eines neuen Pfarrhofes in Auftrag. 1695 erhielt der Chor ein neues Deckengemälde, das zum Thema das Leiden Christi hatte.

### Neubau
1723 erfolgten die Erhöhung des Turmes und die Instandsetzung der Kuppel. Eine Barockisierung des Innenraumes fand von 1716 bis 1723 statt. Zur gleichen Zeit wurde das alte Kirchenschiff abgebrochen und durch einen Neubau nach Plänen des Klosterbaumeisters Joseph Schmuzer aus Wessobrunn ersetzt. Der Turm wurde in das Langhaus integriert. Die Turmobergeschosse stammen von Johann Off. Den Dachstuhl fertigte der Zimmermeister Mathias Kraus aus Dinkelscherben. Restaurierungen des Innenraumes erfolgten 1888 und 1949. 1912 wurde das alte Pfarrhaus durch einen Neubau ersetzt.1959/60 ließ man alle Altäre, die Kanzel und Figuren neu fassen. 1974 begann eine Außensanierung. Die letzte umfassende Außen- und Dachsanierung fand in den Jahren 2007/08 statt. Die Kosten beliefen sich auf rund 810.000 Euro.

## Beschreibung
Der Saalbau mit eingezogenem Chor und westlichem Turm mit Zwiebelhaube ist ein barocker Langhausneubau von 1731/33. Der spätgotische Chor ist aus der Zeit um 1495 und der Turmunterbau aus dem 13. Jahrhundert.

## Ausstattung

### Deckenfresken
Das große Deckenfresko entstand 1732/33 im Akkord für 300 Gulden. Es hat einen Durchmesser 13,5 Metern und zeigt im Zentrum die Heilige Dreifaltigkeit. Das Frühwerk des Künstlers Matthäus Günther, eines Schülers von Cosmas Damian Asam, der auch die Zwickelbilder und das Chorbild schuf, kann als erster Versuch in Schwaben angesehen werden, die ganze Langhausdecke mit einem einzigen Bildnis zu versehen.

### Altäre und Figuren
Der Hochaltar wurde 1720 von dem Wertinger Schreiner Balthasar Amann und einer Fassung von Stephan Luidl gefertigt. Die alte wiederverwendete Altarplatte aus dem Jahre 1406 trägt die Inschrift: „DER ALTAR IST GEWEICHT IN DER ER WNSER LIEBEN FRAEN VND DES HAILIGEN KREICZ VND DER HAIN DREI KING UZ VON WELDVON ANNO DM MCCCC VI FRAV FERIENA VOM STAIN!“ Die Kreuzigungsgruppe im Hochaltar stammt von 1630. Die Seitenaltäre wurden 1716/20 in der Kirche aufgestellt. Der Verkündigungsaltar zeigt die Figuren der hl. Maria um 1520 und des hl. Gabriel um 1620. Der Josephsaltar zeigt die Figur des hl. Joseph von um 1720.

### Sonstige Ausstattung
Die Kanzel ist ein Werk des Bildhauers Johann Michael Fischer und des Schreiners Joseph Joseph Hartmuth, beide aus Dillingen. Letzterer lieferte 1768/70 auch die Beichtstühle. Der aus Kalkstein gearbeitete Taufstein ist um 1600 entstanden. Eine neue Orgel wurde 1919 geweiht und dabei der Prospekt des Vorgängerinstrumentes wiederverwendet. Die alte 1709 gestiftete Orgel wurde an das Jesuitenkolleg Ellwangen verkauft. 

## Geläut
1. Die Glocke aus dem 13. Jahrhundert hat einen Durchmesser von 89 cm und eine Höhe von 71 cm. Sie trägt die Inschrift: „LVCAS * MARCVS * MATHEVS * IOHANNES“
2. Die Glocke wurde 1654 von Claudius Roszier aus Lothringen gegossen und hat einen Durchmesser von 80 cm und eine Höhe von 62 cm und trägt die Inschrift: „NICLAS MAXIMILIAN UND LEOPOLD DIE FUGGER GEVETTERN GRAVEN ZVE KVRCHBERG UND WEISSENHORN INHABERE DER HERRSCHAFT WELDEN ANNO DOMINI MDCLIIII“
3. Die Glocke wurde 1950 von der Glockengießerei Wolfahrt in Lauingen gegossen und hat einen Durchmesser von 126 cm und eine Höhe von 116 cm. Sie trägt die Inschrift: „SIT NOMEN DOMINI BENEDICTAM“

## Persönlichkeiten
In der Kirche liegen u. a. folgende Personen bestattet:
- Johann Stuhlmiller, Vogt († 1550)
- Joannes Wirger, Dekan († 1550)
- Michael Laur, Pfarrer († 1564)
- Maria von Welden, sowie deren Ehemänner Hans von Wemding († 1567) und Konrad von Welden († 1586)
- Johann Reinhard von Welden, Kanoniker († 1579)
- Susanna von Westerstetten, geb. von Neuhausen († 1585)
- Albert Fugger († 1646 in Oberndorf)
- Joseph Müller, Pfarrer († 1763)
- Maria Eva Raffalt geb. Falck, ehem. Wirtin von Violau, Mutter des Präfekten († 1763)[5]
- Anton Raffalt, ehem. Wirt von Violau († 1771)[6]
- Michael Fessler, Brauer († 1771)[7]
- Christian Remigius Raffalt († 1775), Präfekt[8]